# 張銀景
張 銀景（チャン・ウンギョン、朝: 장 은경、英: Jang Eun-Gyeong、 1951年5月26日- 1979年12月3日）は韓国の柔道選手。階級は軽量級。身長157cm。体重66kg。

## 人物
東京オリンピック中量級銅メダリストの金義泰などに指導されて実力を付けると、1975年のドイツ国際軽量級で優勝を飾った。1976年モントリオールオリンピックでは決勝まで進むも、キューバのヘクター・ロドリゲスに有効で敗れたが銀メダルを獲得した。1996年に死去した。

## 主な戦績
- 1975年 - ドイツ国際　優勝
- 1976年 - モントリオールオリンピック　2位